# Oberösterreichische Landesmuseen
Das Oberösterreichische Landesmuseum ist eine Kulturinstitution des Landes Oberösterreich. Sie besteht aus drei Hauptstandorten in Linz, dem Francisco Carolinum, dem Schlossmuseum, dem Kulturquartier und dem Biologiezentrum – sowie mehreren Museen, Gedenkstätten und Sammlungen im gesamten Bundesland Oberösterreich. Das Oberösterreichische Landesmuseum wird seit 2020 von Alfred Weidinger geleitet.

## Geschichte
1833 wurde der „Verein des vaterländischen Museums für Österreich ob der Enns mit Inbegriff des Herzogthums Salzburg“ auf Initiative von Anton von Spaun gegründet. Der Verein gewann schnell an Einfluss und Mitgliedern und am 28. Jänner 1839 übernahm Erzherzog Franz Karl die Schutzherrschaft.
Das erste Gebäude, das als Museum genutzt wurde, war das „ständische Expeditorhaus“ an der Promenade.
Die Exponate wurden gemäß den Statuten des Vereins in vier Hauptbereiche unterteilt:
- geschichtliche und topographische Sammlung
- kunsthistorische Sammlung
- naturhistorische Sammlung
- technologische Sammlung

Neben der eigenen wissenschaftlichen Arbeit des Vereins trugen auch Spenden des Adels und aus Stiften zu den Beständen des Museums bei. Vor allem der Abt des Stifts Wilhering, Johannes Baptist Anton Schober, sowie die Stifte Kremsmünster und St. Florian, die über naturwissenschaftliche und kunsthistorische Sammlungen verfügten und Teile davon dem Musealverein zur Verfügung stellten, sind hier zu erwähnen.
Nach dem Tod des Schutzherrn Erzherzog Franz Karl übernahm 1878 der junge, vor allem an den Naturwissenschaften interessierte Erzherzog Rudolf die Patronage.
Die beengten Verhältnisse im alten Museum führten dazu, dass ein Neubau im historistischen Stil an der Museumsstraße erbaut wurde, welcher 1895 eröffnet und zu Ehren des einstigen Wohltäters Franz Karl „Francisco-Carolinum“ genannt wurde.
In der Zeit des Nationalsozialismus lag der Schwerpunkt auf dem naturhistorischen Sammlungsbereich, außerdem wurde ein geologischer Dienst eingerichtet, der für die Planung damaliger Großprojekte, etwa der Westautobahn und diverser Ennskraftwerke, zuständig war. Es gab Pläne, den naturwissenschaftlichen Zweig des Museums baulich auszulagern oder das Museum zu erweitern, allerdings machte der Zweite Weltkrieg diese Vorhaben zunichte.
Nach dem Krieg war man weiterhin mit der Raumnot im Francisco-Carolinum konfrontiert. Deshalb entschloss man sich, das Linzer Schloss in ein Museum für Kulturgeschichte umzubauen, während im Francisco-Carolinum nunmehr zeitgenössische Kunst gezeigt werden sollte.
In den achtziger Jahren wurde über einen Neubau eines naturwissenschaftlichen Museums diskutiert. Wenn auch in einem weniger umfassenden Rahmen als von vielen gewünscht, fanden die betreffenden Exponate des Landesmuseums im Biologiezentrum Linz-Dornach eine neue Heimat.

## Einrichtungen
Die Oberösterreichischen Landesmuseen sind auf mehr als ein Dutzend Standorte verteilt.

### Francisco Carolinum (ehemals Landesgalerie Linz)

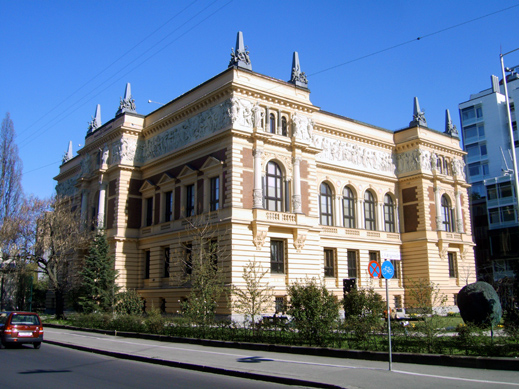
Francisco Carolinum

Das Francisco Carolinum befindet sich in der Museumsstraße in Linz. Es wurde von Mitte der 1880er Jahre bis 1895 nach Plänen des deutschen Architekten Bruno Schmitz im Stil des Historismus erbaut. Die Friese und bildhauerischen Arbeiten wurden von Melchior zur Strassen geschaffen, an der Innenausstattung waren Adolf Obermüllner und Franz Attorner maßgeblich beteiligt.
Heute ist das Francisco Carolinum ein Haus für nationale und internationale Fotografie und Medienkunst.

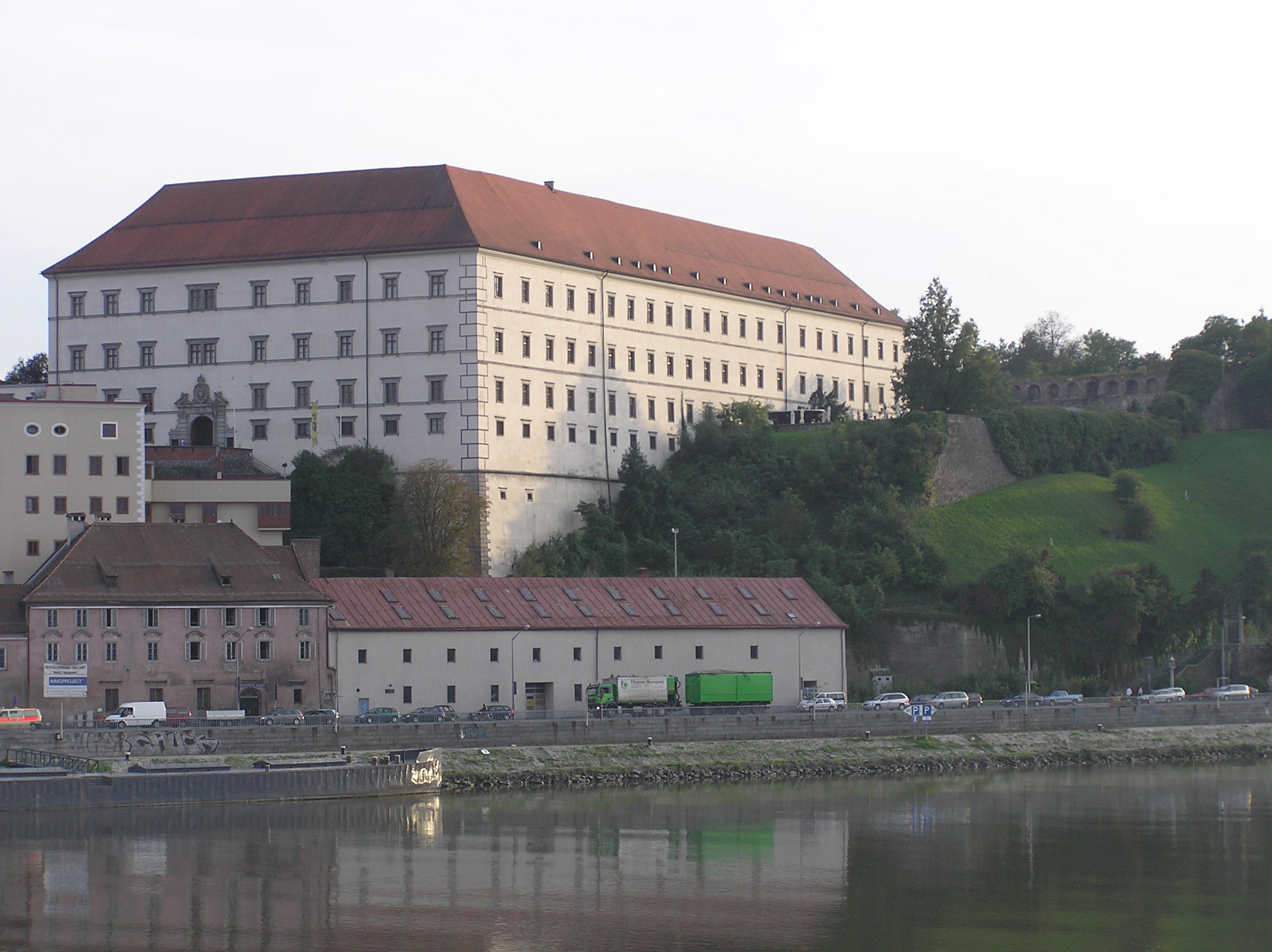
Das Schlossmuseum im Linzer Schloss

### Schlossmuseum Linz
In den 1950er und frühen 1960er Jahren wurde das Linzer Schloss in ein Museum umgebaut. Dieses Schlossmuseum wurde 1966 eröffnet und zeigt archäologische, kulturwissenschaftliche und kulturhistorische Bestände. Neben der Malerei und skulptureller Kunst vergangener Jahrhunderte werden auch Alltagsgegenstände aus dem oberösterreichischen Raum ausgestellt.
Neben den Dauerausstellungen finden jährlich mehrere Großausstellungen statt.

### Biologiezentrum Linz-Dornach

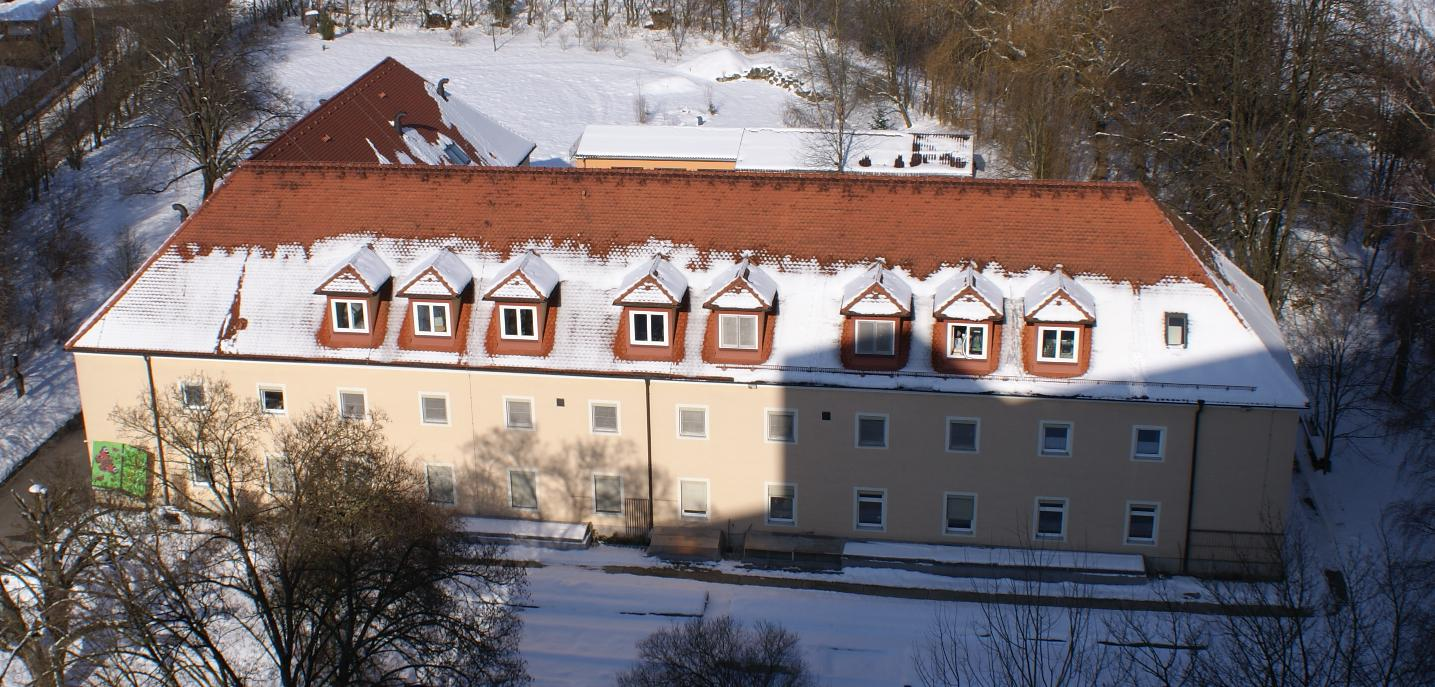
Das Biologiezentrum Dornach

Die naturwissenschaftliche Sammlung des Landesmuseums ist seit 1993 im sogenannten „Biologiezentrum“ in Linz-Dornach untergebracht. Das Biologiezentrum ist Sitz der Zoologisch-Botanischen Datenbank ZOBODAT. Im Dezember 2023 wurde entschieden, den Standort in Linz-Urfahr beizubehalten und das Gebäude zu sanieren.

### Weitere Standorte
Zu den Oberösterreichischen Landesmuseen zählen weiters:
- Freilichtmuseum Sumerauerhof, Sankt Florian
- Anton-Bruckner-Museum, Ansfelden
- Kubin-Haus, Zwickledt
- Marmorschlössl, Bad Ischl
- Oberösterreichisches Schifffahrtsmuseum, Grein
- Stelzhamer-Gedenkstätte, Pramet
- Römerbad & Römerpark, Schlögen
- Römerburgus in Oberranna, Gemeinde Engelhartszell

## Leitung
Liste der Leitenden:
- 1908–1937 Hermann Ubell
- 1937–1945 Theodor Kerschner
- 1945–1960 Wilhelm Albert von Jenny
- 1960–1975 Wilhelm Freh
- 1975–1978 Franz C. Lipp (von 1939 bis 1978 Leiter der Volkskundeabteilung)
- 1979 Alfred Marks (interimistisch)
- 1979–1984 Hermann Kohl
- 1984–1985 Benno Ulm (interimistisch)
- 1985–1990 Wilfried Seipel
- 1991–2000 Gunter Dimt
- 2000–2013 Peter Assmann
- März – November 2013 Gerhard Aubrecht (interimistisch)
- 2013–2018 Gerda Ridler (kaufmännischer Direktor seit 2012: Walter Putschögl)
- 2018–2020 Bernhard Prokisch (interimistisch)
- seit März 2020: Alfred Weidinger[5]